# Iridophanes pulcherrimus
Iridophanes pulcherrimus là một loài chim trong họ Thraupidae.